# Conescharellina angustata
Conescharellina angustata är en mossdjursart som beskrevs av d'Orbigny 1852. Conescharellina angustata ingår i släktet Conescharellina och familjen Biporidae. Inga underarter finns listade i Catalogue of Life.